# Volkskünstler der RSFSR

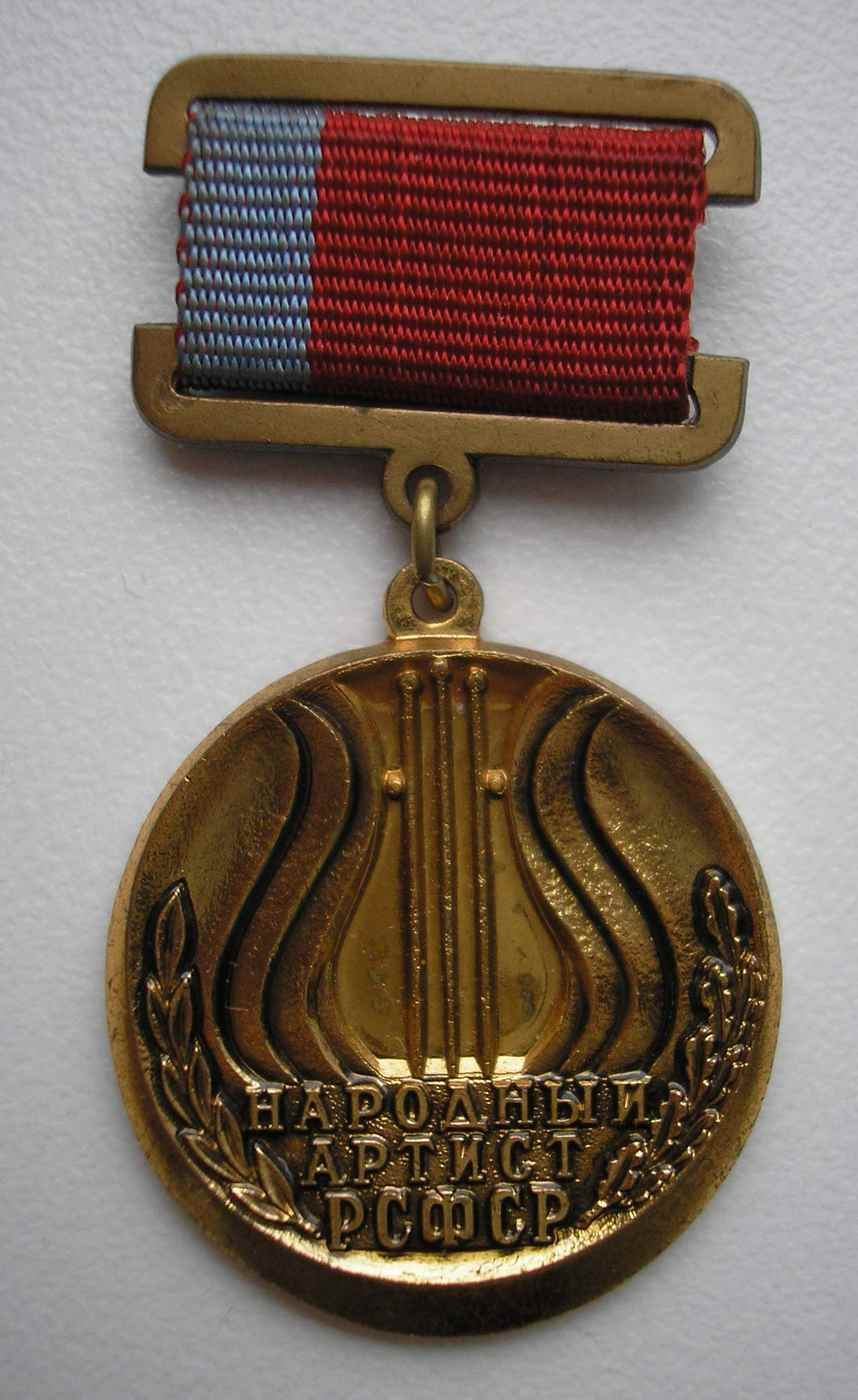

Der Titel Volkskünstler der RSFSR (russisch Народный артист РСФСР) war eine sowjetische Auszeichnung, die von der Russischen Sozialistischen Föderativen Sowjetrepublik vergeben wurde.
Die Auszeichnung wurde durch Erlass des Allrussischen Zentralen Exekutivkomitees vom 10. August 1931 gestiftet.